# Schloss Monbijou

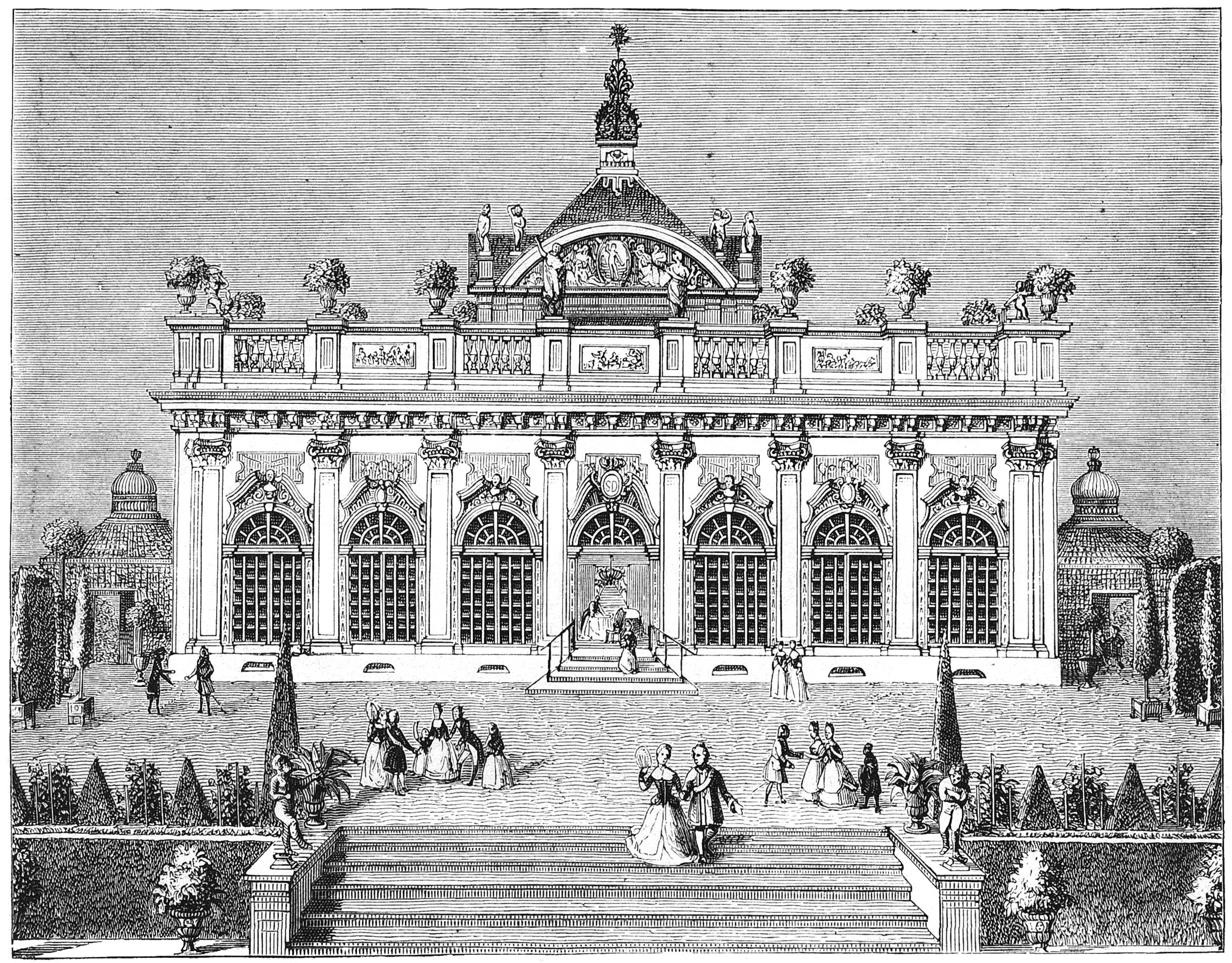
Schloss Monbijou im Jahre 1732; Darstellung im Journal Die Gartenlaube von 1877

Schloss Monbijou [mɔ̃ˈbiˈʒuː] (von französisch mon bijou ‚mein Kleinod‘ oder ‚mein Schmuckstück‘) im Berliner Ortsteil Mitte, lag gegenüber dem heutigen Bode-Museum zwischen Spree und Oranienburger Straße. Im Jahr 1703 von Eosander von Göthe als Lusthaus im Stil des Spätbarock erbaut, wurde es 1740 um zwei Flügelbauten von Georg Wenzeslaus von Knobelsdorff und 1789 um einen Torbau von Georg Christian Unger erweitert. Am 24. Mai 1820 fand in Monbijou die Uraufführung von Johann Wolfgang von Goethes Faust statt. Seit 1877 beheimatete es das Hohenzollernmuseum. Im Zweiten Weltkrieg beschädigt, wurde das Schloss auf Beschluss des SED-Magistrats 1959 abgerissen und an seiner Stelle der Monbijoupark angelegt. 

## Vorgeschichte

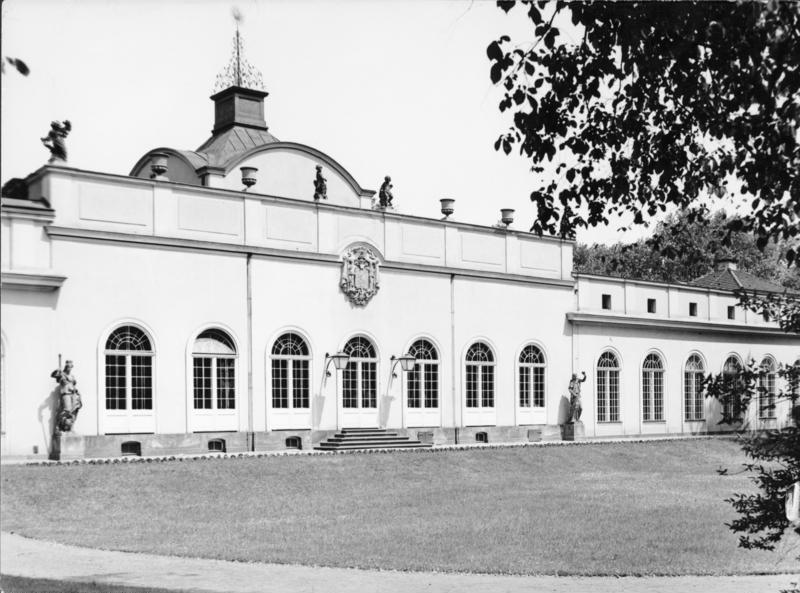
Schloss Monbijou, Mittelbau von Eosander von Göthe, 1939

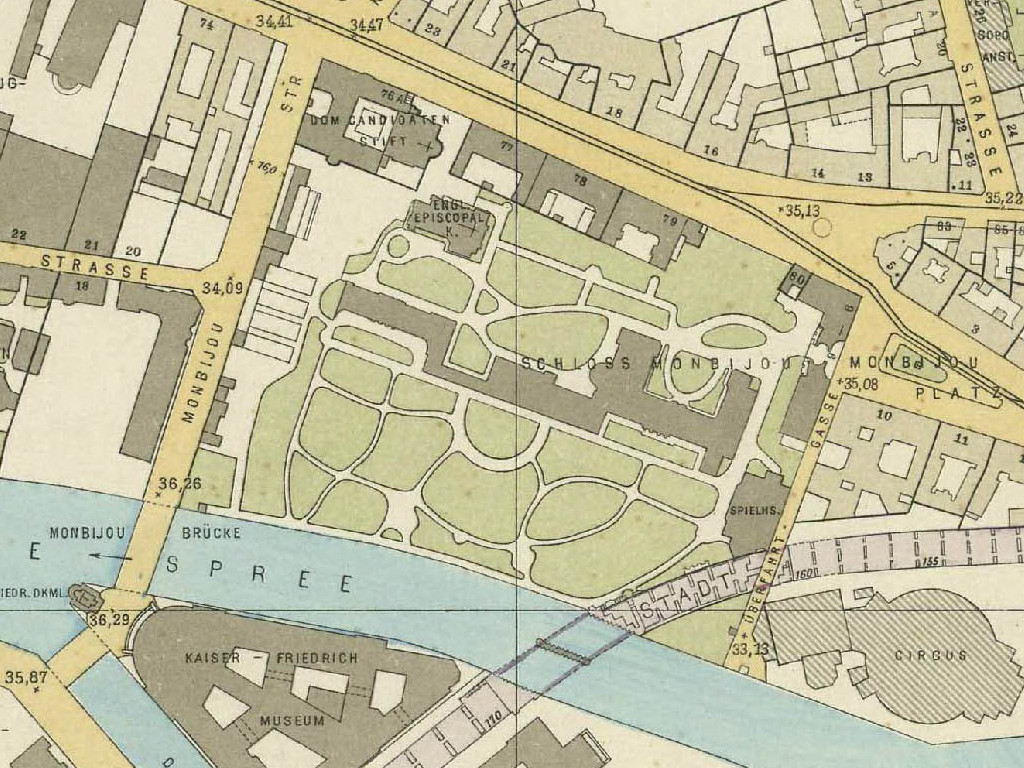
Schloss Monbijou auf dem Straubeplan, unten das heutige Bode-Museum, 1910

An dieser Stelle, am einstigen Spandauer Heerweg (heute: Oranienburger Straße), damals noch vor den Mauern Berlins, befand sich im Mittelalter ein kurfürstliches Vorwerk mit einer Meierei. Nach dem Dreißigjährigen Krieg war das Gebiet verwüstet.
Im Jahr 1649 befahl Kurfürst Friedrich Wilhelm von Brandenburg (der Große Kurfürst), das Gelände wieder zu kultivieren und schenkte es seiner ersten Frau Luise Henriette von Oranien. Diese ließ mit großem Engagement ein Mustergut mit Landwirtschaft und Milchwirtschaft nach holländischem Vorbild einrichten. Hier wuchsen als Zierpflanzen und Kuriositäten die ersten Kartoffeln in der Mark Brandenburg. Nach Henriettes Tod 1667 ging das Vorwerk in den Besitz der zweiten Frau des Kurfürsten über, Dorothea Sophie von Brandenburg. Nun wurde ein Garten mit einem kleinen Sommerhaus angelegt, die Keimzelle von Schloss und Schlosspark.
1686 wurde der Hugenotte und Glaubensflüchtling Pierre I Mercier vom Großen Kurfürsten zum Hoftapetenwirker bestallt. Er gründete gemeinsam mit seinem Schwager Jean I Barraband eine Tapisserie, die im Schloss Monbijou eingerichtet wurde. Unter Merciers Nachfolger Jean II Barraband wurde die Fabrik stetig ausgebaut, so dass 1718 auch das Parterregeschoss des Marstalls für diese Aufgabe zur Verfügung gestellt werden musste. In diesen Räumen befand sich bereits zuvor eine Manufaktur, die Delon’sche Strumpffabrik.
Friedrich I., nach dem Tod seines Vaters 1688 Kurfürst von Brandenburg und seit 1701 König in Preußen, beschloss, die Anlage erweitern zu lassen. Graf von Wartenberg, sein leitender Minister und Günstling, trat als Bauherr für ein „Lust-Haus“ auf, ein kleines Schloss von nur 400 m² Grundfläche, das von Hofbaumeister Eosander von Göthe zwischen 1703 und 1706 im Stil des Spätbarock errichtet wurde. Friedrich I. überließ es der Gräfin von Wartenberg, seiner Mätresse. Ihr Mann allerdings fiel 1710 beim Kronprinzen in Ungnade und wurde vom König entlassen. Er gab das Schloss gegen eine Entschädigung an den König zurück.

## Residenz der Königinnen

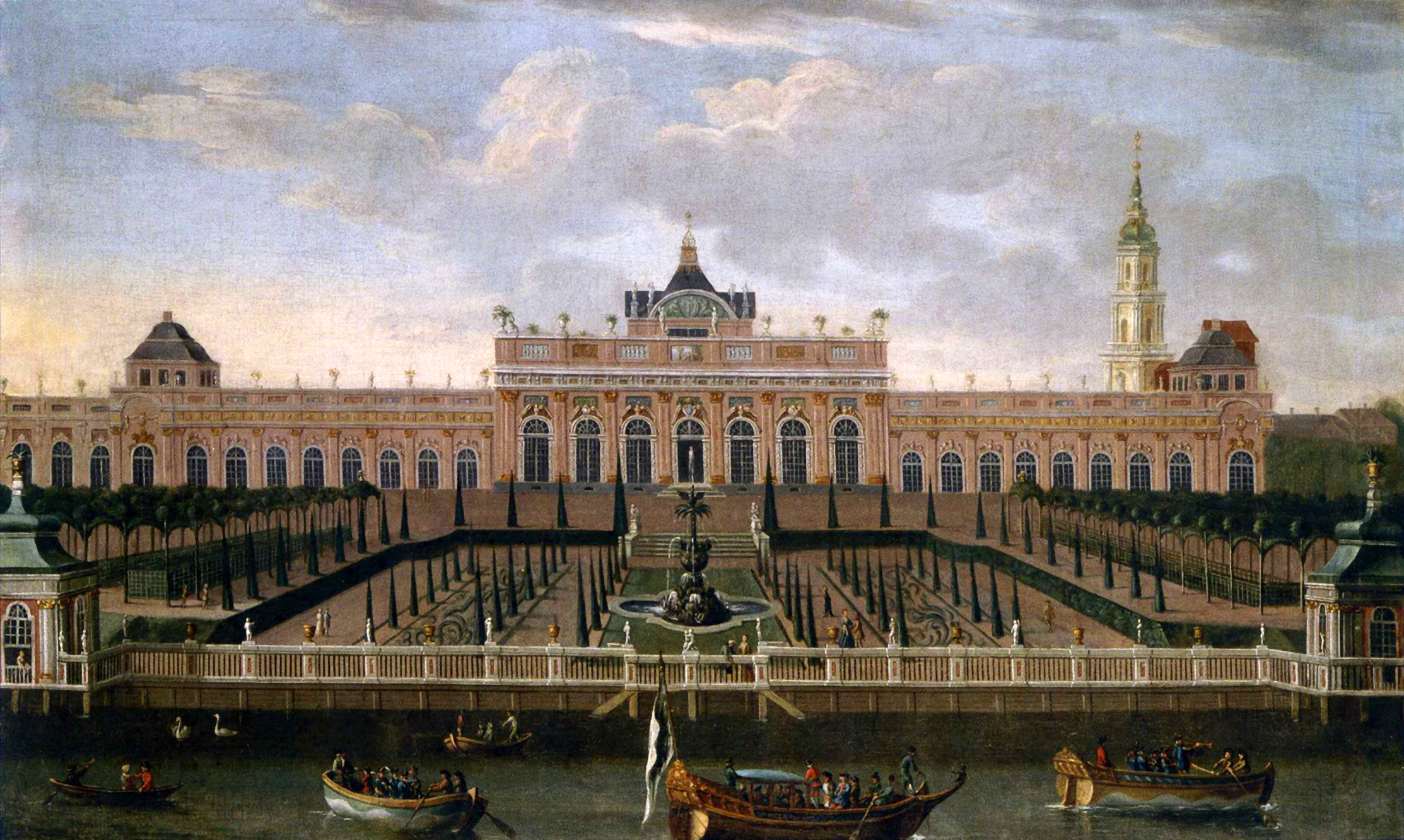
Schloss Monbijou mit der Sophienkirche im Hintergrund, Gemälde von Dismar Degen, um 1740

Von 1712 an diente das Schloss als Sommerresidenz von Sophie Dorothea, seit 1706 verheiratet mit Friedrich Wilhelm I., dem Sohn und Nachfolger Friedrichs I. Ihr, aber auch ihrem Schwiegervater, wird die Namensgebung zugeschrieben: Monbijou, nach dem französischen mon bijou (‚mein Kleinod‘ oder ‚mein Schmuckstück‘). Der hohe, sich über zwei Stockwerke erhebende Spiegelsaal, ehemals Sallet à la Grecque bezeichnet, wurde von ihr sowohl für familiäre als auch für offizielle kulturelle Veranstaltungen wie Konzerte benutzt. Sophie Dorothea verbrachte dort alljährlich die Sommermonate, gab Soupées, Maskenbälle und Konzerte – Vergnügungen, über die der Braunschweigische Gesandte Wilhelm Stratemann in den Jahren 1728–1733 in einem Tagebuch ausführlich berichtete. Nachdem die königlich-preußische Hofkapelle Friedrichs I. durch ihren Gemahl Friedrich Wilhelm I. nach dessen Regierungsantritt 1714 aufgelöst worden war, diente der Spiegelsaal zunächst als einziger regelmäßig der Musik, die Sophie Dorothea offenbar selbstständig organisierte. Zu ihren musikalischen Gästen gehörten der Geiger Johann Georg Pisendel, der Flötist Johann Joachim Quantz, der Lautenist Silvius Leopold Weiss und andere. Wilhelmine von Bayreuth, älteste Tochter von Sophie Dorothea, berichtet in ihren Memoiren von diesen Festen in Monbijou.
1717 machte Zar Peter der Große von Russland mit seinem Hofstaat für zwei Tage im Schloss Monbijou Station. Zeitgenössischen Berichten zufolge war das Anwesen nach Abreise der russischen Gäste „in völlig ruiniertem Zustande“.
Friedrich II. (der Große), ließ gleich nach seinem Regierungsantritt das Schloss seiner Mutter modernisieren und erheblich erweitern. Sein Architekt Georg Wenzeslaus von Knobelsdorff, Oberaufseher aller königlichen Bauten und Architekt von Sanssouci, ließ neue Anbauten und Nebengebäude errichten, wodurch sich die Anlage zur Spree hin bis zur mehrfachen Größe ihres Ursprungs ausdehnte. 1742 meldeten die Berlinischen Nachrichten die Schlüsselübergabe an die Königinmutter, was „bey höchstderoselben ein gantz ungemein Vergnügen erweckt“ habe. Zum Schloss gehörte eine eigene Bootsanlegestelle, da die Herrschaften oftmals lieber bequem auf dem Wasserwege eintrafen als sich über die holprigen Straßen zu bemühen.
Nach dem Tod der Königin Sophie Dorothea 1757 blieb das Schloss längere Zeit unbewohnt. Von 1786 an war es Hauptwohnsitz der Königin Friederike Luise, die 1796 darin den 15-jährigen Adelbert von Chamisso als Pagen in ihre Dienste nahm. Von ihrem Mann, König Friedrich Wilhelm II. (im Volksmund der Dicke Willi oder Dicke Lüderjahn), durch zahlreiche Liebschaften und zwei offizielle morganatische Ehen gedemütigt, starb sie 1805 in Monbijou. Als Residenz für Angehörige des Hofes hatte das Schloss danach ausgedient, auch wenn die Tradition der kulturellen Vergnügungen fortgesetzt wurde. Am 24. Mai 1820 brachten Herzog Karl von Mecklenburg-Strelitz und der spätere König Friedrich Wilhelm IV. von Preußen im Theater des Torflügels Johann Wolfgang von Goethes Faust zur Uraufführung. Fürst Anton Heinrich Radziwill hatte die Musik zu dem Stück komponiert und Carl Friedrich Zelter berichtete Goethe in einem Brief über die Aufführung.
Nach von ihm beauftragter Renovierung stellte Friedrich Wilhelm IV. Monbijou als Residenz seiner Nichte Prinzessin Luise von Preußen, Tochter seines Bruders Prinz Carl und dessen Ehefrau Prinzessin Marie von Preußen, zur Verfügung. Sie hatte 1854 Alexis Landgraf von Hessen-Philippsthal-Barchfeld, den Chef des gleichnamigen Fürstenhauses, geheiratet. Nach ihrer Ehescheidung 1861 lebte sie weiterhin in Monbijou. Von Ende 1843 bis April 1854 wurde das Schloss auch Prinz Adalbert von Preußen als Aufenthalt zugewiesen, hier fand am 20. April 1850 seine Trauung mit Therese Elßler statt.

## Hohenzollernmuseum

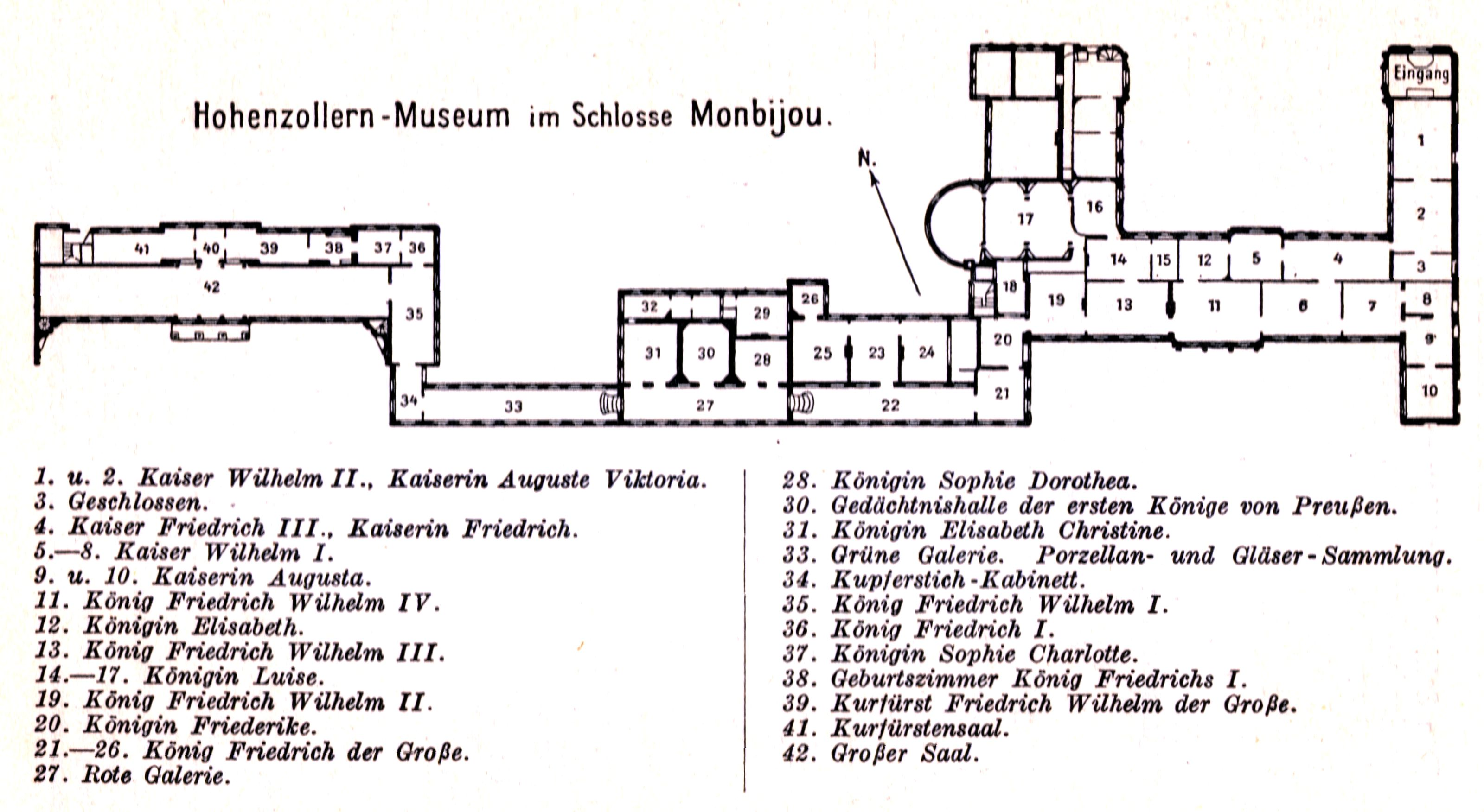
Plan des Hohenzollernmuseums im Schloss Monbijou, 1904

Um 1820 wurden die Germanisch-slawischen Alterthümer aus der Königlichen Kunstkammer ausgegliedert und als Museum für Vaterländische Alterthümer im Schloss Monbijou untergebracht. Nachdem die Sammlungen um neue Kategorien (Gemälde, Schmuck, Porzellan) ständig erweitert worden waren, ließ Kaiser Wilhelm I. schließlich am 22. März 1877, dem 80. Geburtstag des Kaisers, das Schloss mit seinen 42 Sälen als Hohenzollernmuseum der Öffentlichkeit zugänglich machen. Allerdings wurden die einzelnen Räume schrittweise bestückt; im August 1902 berichtete die Königlich privilegierte Berlinische Zeitung beispielsweise, dass der zweite Raum, der der Kaiserin Augusta gewidmet war, eröffnet worden ist.
Die Einrichtung verstand sich nun einerseits als kulturhistorische Bildungsstätte, andererseits als ein Ort, an dem die Dynastie der Hohenzollern ihre eigene Geschichte und Bedeutung feiern ließ. Direktor war von 1877 bis 1896 Robert Dohme, von 1896 bis 1923 Paul Seidel.
Das Museum überdauerte die Abschaffung der Monarchie in Deutschland. Seine Bestände verblieben im Eigentum des Hauses Hohenzollern, ihre Verwaltung übte der Staat aus, der Schloss Monbijou dafür zur Verfügung stellte und die Verpflichtung übernahm, das Museum in der gewohnten Form zu erhalten. 1940/1941 schlug Albert Speer als Teil der Planung des Projektes Welthauptstadt Germania vor, das Schloss umzusetzen, um gegenüber der Museumsinsel Platz für drei großangelegte Museumsneubauten zu schaffen. Schloss Monbijou sollte vollständig abgetragen und nach seinem Vorschlag gegenüber der Pfaueninsel am Havelufer neu aufgebaut werden, während Hitler es lieber im Park des Schlosses Charlottenburg sehen wollte, wofür man dessen nordwestlichen Teil vorsah und sich nur über eine mögliche Ost-West-Ausrichtung des Gebäudes stritt. Es wurde aber vorerst nicht baulich verändert. Erst gegen Ende des Zweiten Weltkriegs fand das Schloss mit dem Museum sein Ende. Große Teile der Sammlungen waren während des Krieges ausgelagert worden und wurden nach Kriegsende in die Sowjetunion oder an andere Orte verbracht. Die Statue „Ich habe keine Zeit müde zu sein“ wurde mit dem Schloss vernichtet.

## Beschädigung, Abriss und Zukunft
Nachdem die Fenster bereits 1940 vorsorglich zugemauert worden waren, brannte das Schloss bei einem alliierten Luftangriff im November 1943 bis auf die Außenwände aus. Die Ruine von Monbijou stand noch bis 1959, als der Ost-Berliner SED-Magistrat gegen heftigen Protest von Museumsfachleuten und Teilen der West-Berliner Öffentlichkeit den Abriss beschloss.
Erhalten blieben einige Namen. Auf dem Gelände zwischen Oranienburger Straße und Spree entstand eine etwa drei Hektar große Grünanlage mit Kinderschwimmbad, der heutige Monbijoupark. In der Nähe befinden sich der Monbijouplatz, die Monbijoustraße und die autofreie Monbijoubrücke, die an der Nordspitze der Museumsinsel beide Spreeufer und das Bode-Museum miteinander verbindet.
Wolf Jobst Siedler sprach sich für einen Wiederaufbau von Schloss Monbijou aus. Der Förderverein Monbijoupark Berlin befürwortet eine Rekonstruktion der barocken Torhäuser am westlichen Rand des Monbijouplatzes.

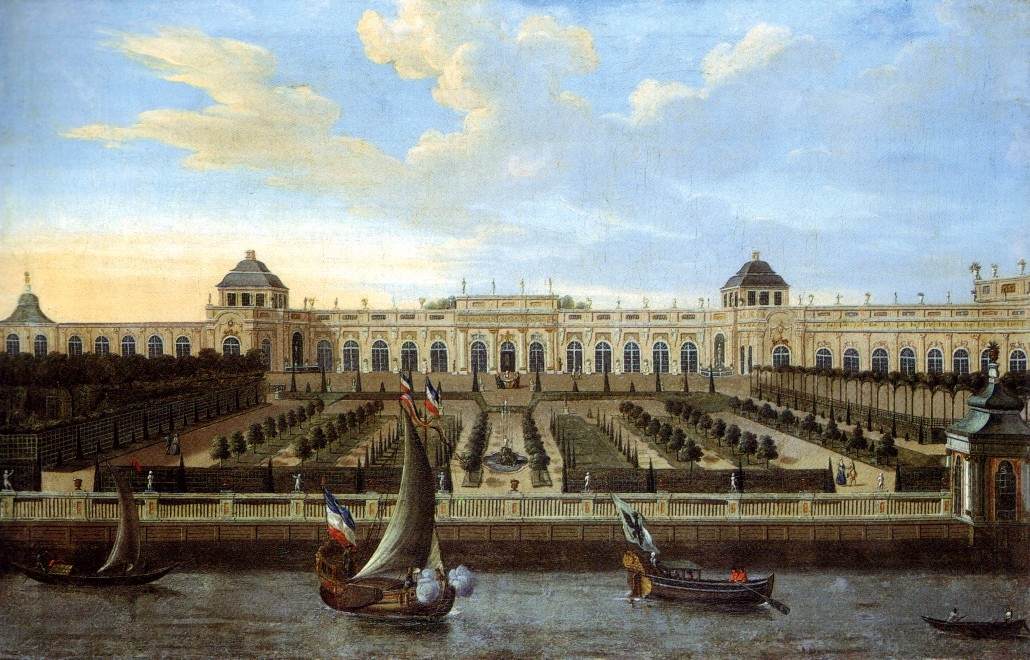
Flügelbau von Knobelsdorff zur Monbijoustraße, Gemälde von Dismar Degen, um 1740
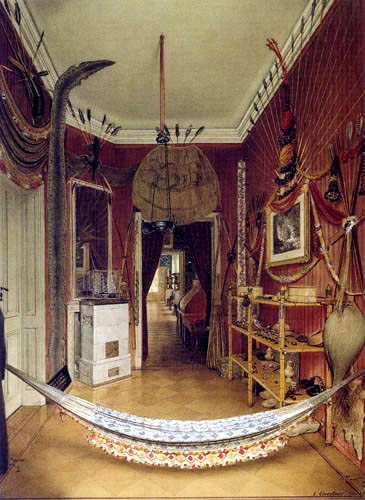
Brasilianisches Kabinett, Gemälde von Eduard Gaertner, 1853
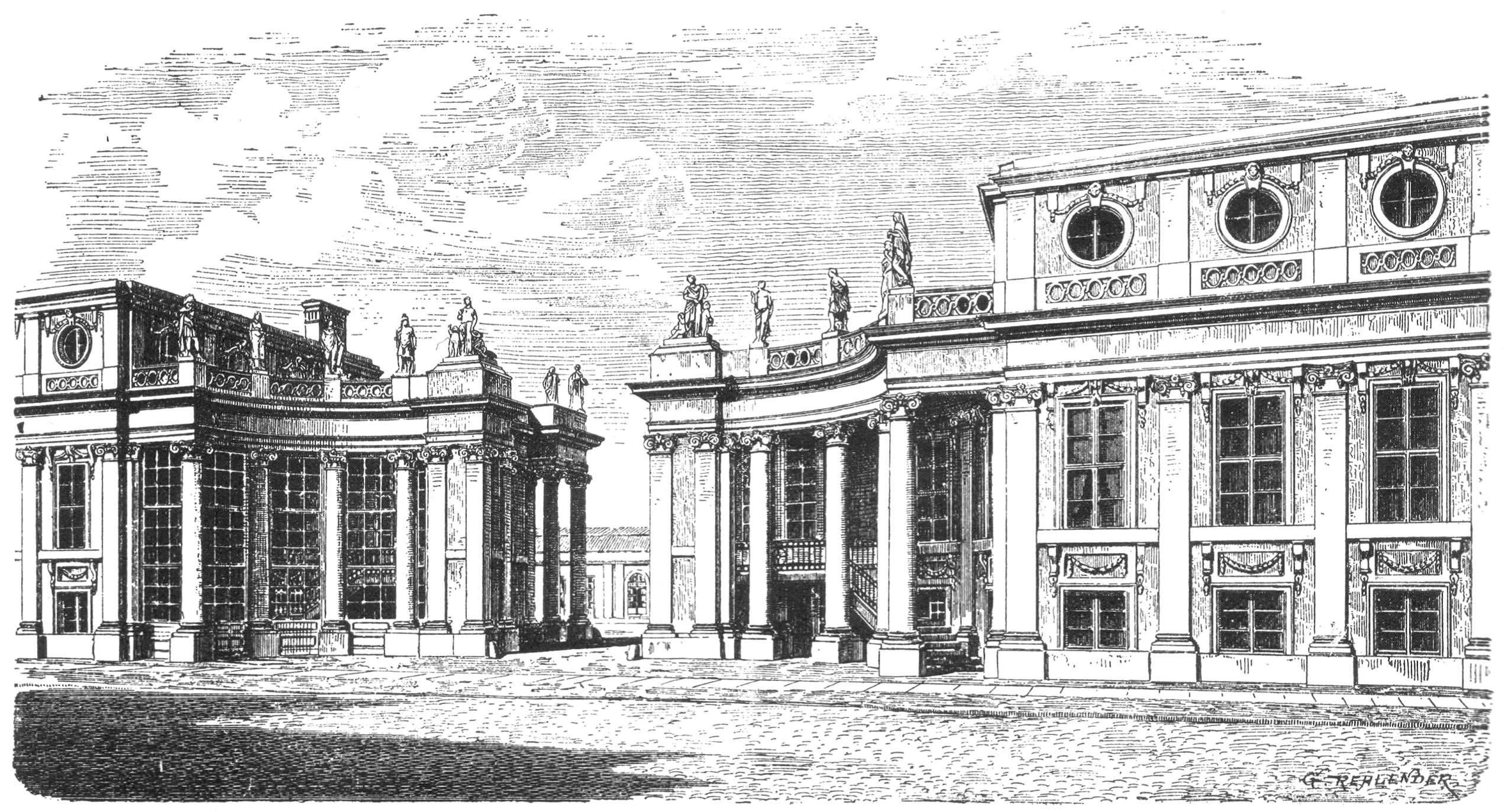
Torbau von Georg Christian Unger zum Monbijouplatz, um 1890
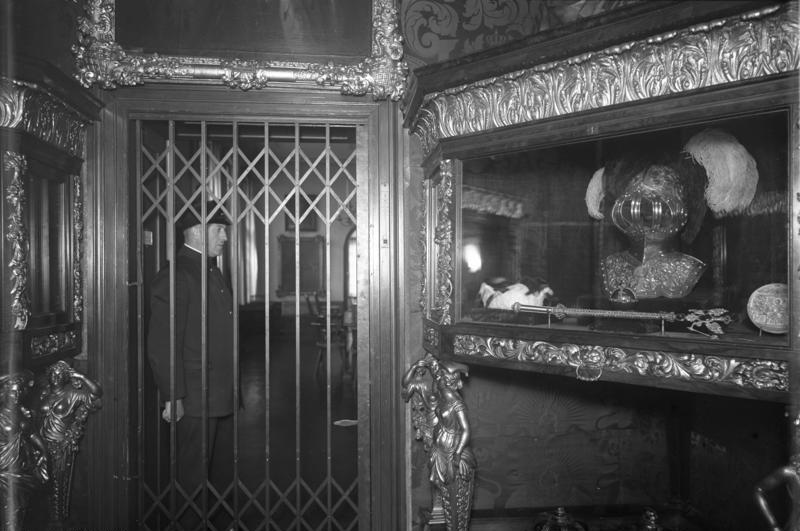
Preußische Kronjuwelen im Hohenzollernmuseum, 1932
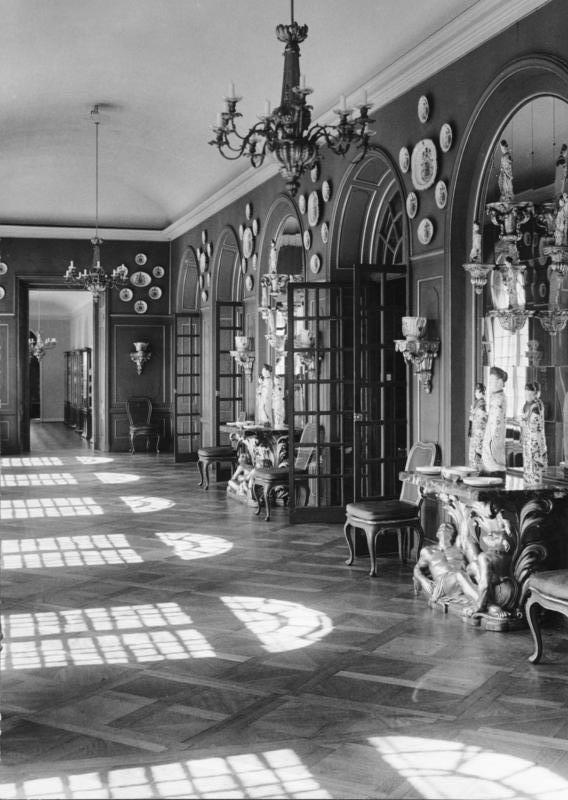
Innenraum mit Ausstellung, 1939